# TV Aval
Prywatna Telewizja Aval – pierwsza regionalna telewizja w Jeleniej Górze.

## Historia
TV Aval rozpoczęła nadawanie 2 lutego 1998 w Jeleniej Górze na kanale 43. Od początku nadawała serwis „Informacje” i retransmitowała program Naszej TV. Stacja wówczas była jedyną telewizją zajmującą się sprawami Jeleniej Góry. Zakończyła ona nadawanie 30 czerwca 2000, a jej program został zastąpiony przez retransmisję TV4.
Telewizja nadawała z RON Wzgórze Kościuszki w Jeleniej Górze.